# 세계평화기념성당

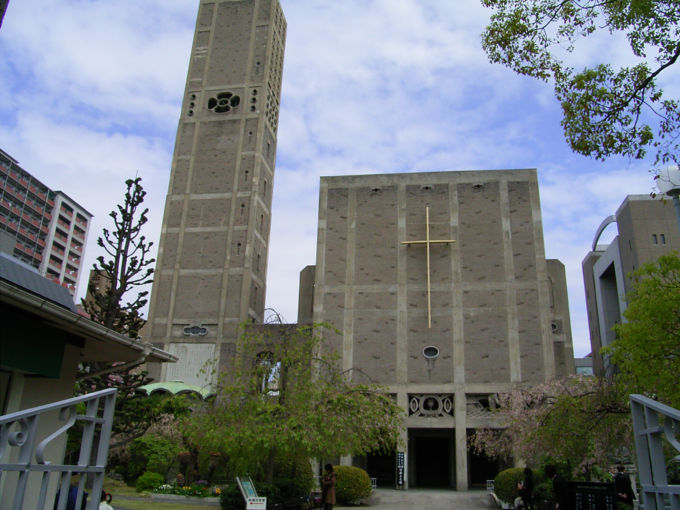
세계평화기념성당

가톨릭 노보리초 교회 세계평화기념성당(カトリック幟町教会 世界平和記念聖堂)은 일본 히로시마현 히로시마시 나카구에 있는 가톨릭 성당이다.
무라노 도고가 설계했다. 1950년 8월 6일에 착공되어, 1954년 8월 6일에 준공했다. 2006년 7월 5일, 중요문화재로 지정되었다.
본래 이 성당이 있던 자리에는 노보리초 천주공교회(幟町天主公教会)라는 메이지 시대에 지어진 낡은 일본식의 교회당이 있었다. 그 교회가 1945년 8월 6일의 히로시마 원자폭탄 투하로 소실되면서, 그 때 피폭한 독일인 주임 사제 후고 라사르는 원폭 희생자를 추모하면서 세계의 우정과 세계 평화를 기념하기 위한 성당을 새롭게 건설하는 것을 생각했다. 이 생각으로 당시의 로마 교황 교황 비오 12세의 지지를 얻은 뒤 세세계평화기념성당은 건설되었다.
1981년 2월 교황 요한 바오로 2세가 방문한 적이 있다.

## 같이 보기
- 성모 승천